# Der Treffpunkt
Der Treffpunkt ist eine Erzählung von Anna Seghers aus dem Jahr 1971, die 1972 in der Sammlung Sonderbare Begegnungen erschien.
Erwin schreckt vor dem Widerstand gegen den Nationalsozialismus zurück. In dieser späten Erzählung hat die Autorin die Zeit ihrer Märtyrerchroniken hinter sich gelassen. Erwin muss mit seiner Angst und mit seiner Gewissensnot umgehen. Hilzinger nennt in dem Zusammenhang den Text eine Geschichte vom „Selbstverlust und Wiederfinden“: Jugendfreund Klaus gibt Erwin im Jahr 1945 eine Chance zum Neubeginn.

## Inhalt
Die beiden Jugendlichen Erwin Wagner und Klaus Rautenberg werden zwischen 1928 und 1933 in der Wandersparte des Arbeitersportvereins „Fichte“ Freunde. Der Gothaer Kunstschlosser Rautenberg wird vor diesem Freizeitkontakt seines Sohnes Klaus gewarnt. Denn Erwins Vater, ein Rohrleger, hänge bei jeder Gelegenheit die rote Fahne heraus. Der Kunstschlosser ist bei den Sozialdemokraten eher zahlendes als aktives Mitglied. Er will anderen Umgang für Klaus. Vergeblich – die Jugendfreundschaft hält stand.
Klaus erlernt den Beruf eines Druckers. Der gehbehinderte Erwin wird in Erfurt Setzer. Klaus entwickelt sich nach der Lehre zum Hitler-Gegner. Erwin ist im Erfurter „Jugendverband“ aktiv und druckt im Spätwinter 1933 des Nachts heimlich Flugblätter mit der Überschrift Hitler bedeutet Krieg! Nachdem Klaus Flugblätter verteilt hat, wird er ohne belastendes Material festgenommen und anderthalb Jahre eingesperrt. Nach der Haft findet er höchstens Anstellung als Hilfsarbeiter.
Erwin soll Klaus um 1937 im Naumburger Dom während eines Gottesdienstes der Deutschen Christen den Text eines neuen Flugblatts überbringen. Die Freunde vereinbaren für den Fall des Missglückens Ersatztermine; einen in Fulda und die folgenden jeweils am Fünften des Monats fünf Uhr nachmittags im Postamt Gellhausen. In Naumburg macht Erwin einen Rückzieher.
Er beschafft sich bald darauf neue Papiere und übersteht die NS-Zeit als Erwin Schuster unter dem Dach des Druckereibesitzers Schulze in Luckau. Die Wehrmacht beruft ihn seiner Behinderung wegen nicht ein. Erwin heiratet Schulzes ältliche, sehr knochige Tochter Elfriede, ein umtriebiges Mitglied der NS-Frauenschaft. Man druckt die Lokalnachrichten und nebenbei Hakenkreuze zuhauf. Zu Kriegsende kommen die Bomber. Ein Volltreffer macht Schulzes Druckerei dem Erdboden gleich. Erwin sitzt während des Luftangriffs mit dem Schwiegervater in der Kneipe. In Glogenau finden die beiden Ausgebombten Obdach. Die Ortschaft liegt, wie es der Zufall will, nicht allzu weit von Gellhausen entfernt. Zufällig am 5. Oktober 1945 trifft Erwin den Freund auf der Gellhausener Post.
Klaus war seinerzeit zu dem vereinbarten Treff im Naumburger Dom gewesen. Später war ihm die Flucht aus Hitler-Deutschland gelungen. Er hatte bis Kriegsende gegen den Nationalsozialismus gekämpft. Erwin will Klaus sein Versagen gestehen. Er setzt paarmal gegen die Redeflut des Freundes an. Klaus verzeiht alles. Die Quintessenz seines repetierenden Freispruchs: Erwin habe richtig gehandelt, denn er habe nicht anders gekonnt.
Somit wird es nichts mit Erwins heiß ersehnter Sühne. Vom Freunde auf sich selbst verwiesen, muss er die auf sich geladene Schuld ohne fremde Hilfe bewältigen.

### Ausgaben
- Der Treffpunkt. S. 49–106 in: Anna Seghers: Sonderbare Begegnungen.  (enthält noch: Sagen von Unirdischen. Die Reisebegegnung). 149 Seiten. Aufbau-Verlag Berlin 1972 (2. Aufl. 1974), ohne ISBN (verwendete Ausgabe)
- Der Treffpunkt. S. 450–496 in: Anna Seghers: Erzählungen 1963-1977. (Die Kraft der Schwachen (Agathe Schweigert. Der Führer. Der Prophet. Das Schilfrohr. Wiedersehen. Das Duell. Susi. Tuomas beschenkt die Halbinsel Sorsa. Die Heimkehr des verlorenen Volkes) Das wirkliche Blau. Überfahrt. Sonderbare Begegnungen (Sagen von Unirdischen. Der Treffpunkt. Die Reisebegegnung). Steinzeit. Wiederbegegnung) Band XII. Gesammelte Werke in Einzelausgaben. Aufbau-Verlag, Berlin 1981 (2. Aufl.), 663 Seiten, ohne ISBN

### Sekundärliteratur
- Heinz Neugebauer: Anna Seghers. Leben und Werk. Mit Abbildungen (Wissenschaftliche Mitarbeit: Irmgard Neugebauer, Redaktionsschluss 20. September 1977). 238 Seiten. Reihe „Schriftsteller der Gegenwart“ (Hrsg. Kurt Böttcher). Volk und Wissen, Berlin 1980, ohne ISBN
- Ute Brandes: Anna Seghers. Colloquium Verlag, Berlin 1992. Bd. 117 der Reihe „Köpfe des 20. Jahrhunderts“, ISBN 3-7678-0803-X
- Andreas Schrade: Anna Seghers. Metzler, Stuttgart 1993 (Sammlung Metzler Bd. 275 (Autoren und Autorinnen)), ISBN 3-476-10275-0
- Sonja Hilzinger: Anna Seghers. Mit 12 Abbildungen. Reihe Literaturstudium. Reclam, Stuttgart 2000, RUB 17623, ISBN 3-15-017623-9